# Do It Well
Do It Well – pierwszy singel promujący album Jennifer Lopez Brave. Zawiera on elementy piosenki Eddie Kendricksa "Keep on Truckin'" z 1973 roku. Singel został wydany we wrześniu 2007 roku.
Piosenka znalazła się w pierwszej dziesiątce w notowaniach włoskich, natomiast w pierwszej dwudziestce znalazła się w Wielkiej Brytanii, Holandii, Szwajcarii, Irlandii, Australii i na European Hot 100 Singles. "Do It Well" znalazł się także na pierwszych miejscach U.S. Billboard Hot Dance Club Play.

## Teledysk
Teledysk został nakręcony przez Davida LaChapelle na Sunset Boulevard, Los Angeles 16 i 17 sierpnia 2007.

## Lista utworów
CD single (Basic)
1. "Do It Well"
2. "Me Haces Falta"

12 single
1. "Do It Well"
2. "Do It Well" (Acapella)
3. "Do It Well" (feat. Ludacris)
4. "Do It Well" (Instrumental)

Digital/CD single (Premium)
1. "Do It Well"
2. "Me Haces Falta"
3. "Como Ama una Mujer"
4. "Me Haces Falta" (Video)

## Pozycje na listach przebojów
| Lista (2007)                           | Najwyższa pozycja |
| -------------------------------------- | ----------------- |
| Australian ARIA Singles Chart          | 18                |
| Ö3 Austria Top 40                      | 34                |
| Belgian Ultratop 50 Singles (Flandria) | 22                |
| Belgian Ultratop 40 Singles (Walonia)  | 20                |
| Canadian Hot 100                       | 23                |
| Dutch Top 40                           | 30                |
| European Hot 100 Singles               | 13                |
| French SNEP Singles Chart              | 29                |
| German Singles Chart                   | 30                |
| Global Dance Tracks                    | 12                |
| Hungarian Mahasz Dance Chart           | 38                |
| Irish Singles Chart                    | 13                |
| Italian FIMI Singles Chart             | 2                 |
| Norwegian Singles Chart                | 20                |
| Romanian Top 100                       | 41                |

| Lista (2007)                         | Najwyższa pozycja |
| ------------------------------------ | ----------------- |
| Russian Airplay Chart                | 42                |
| Slovak IFPI Airplay Chart            | 38                |
| Spanish Los 40 Principales           | 21                |
| Swedish Singles Chart                | 54                |
| Swiss Singles Chart                  | 12                |
| UK Singles Chart                     | 11                |
| U.S. Billboard Hot 100               | 31                |
| U.S. Billboard Hot R&B/Hip-Hop Songs | 99                |
| U.S. Billboard Pop 100               | 29                |
| U.S. Billboard Hot Dance Club Play   | 1                 |
| Lista (2008)                         | Najwyższa pozycja |
| Hungarian Mahasz Airplay Chart       | 6                 |
| Turkey Top 20 Chart                  | 1                 |